# STANAG
STANAG je standardizační dohoda NATO. Zkratka pochází z anglického názvu Standardization Agreement.
Je to normativní dokument, který zaznamenává dohodu mezi členskými státy NATO, a ke které přistoupil oprávněný orgán na národní úrovni, aby zavedl standard jako celek nebo jen jeho část, a to s výhradami nebo bez výhrad.